# 3-я Греческая горная бригада
3-я Греческая горная бригада (греч. ΙΙΙ Ελληνική Ορεινή Ταξιαρχία, ΙΙΙ Ε.Ο.Τ.; англ. 3rd Greek Mountain Brigade), известная и как «Бригада Римини» (греч. «Ταξιαρχία Ρίμινι», англ. Rimini Brigade) — элитная воинская часть греческой армии, действовавшая под британским командованием в годы Второй мировой войны и в годы Гражданской войны в Греции 1946—1949 годов.

## История создания
10 марта 1944 года на освобождённой Народно-освободительной армией Греции (ЭЛАС) территории материковой Греции было сформировано временное правительство, руководимое коммунистами и левыми силами. Это вызвало озабоченность у королевского правительства в эмиграции и у его британских союзников; именно по причине образования этого правительства 6 апреля в греческой армии и на греческом флоте на Ближнем Востоке подняли мятеж солдаты и матросы, которые не хотели признавать правительство в изгнании. 23 и 24 апреля мятеж был подавлен при широком использовании британских сил. Тысячи участников мятежа были заключены в британские концентрационные лагеря в Египте и Судане, после чего эмиграционное правительство приступило к организации частей из офицеров и рядовых правой и промонархистской ориентации, не принявших участие в мятеже.
Одной из них и самой известной стала 3-я Греческая горная бригада, при создании которой были использованы также верные правительству военнослужащие 2-й пехотной бригады. Приказ об образовании бригады был издан 31 мая, местом организации бригады был определён гарнизон Инсарие в Ливане. Командиром бригады был назначен полковник Трасивулос Цакалотос, а бригаду передали 9-й британской армии.
Организация бригады завершилась 19 июня, после чего бригада была переведена в ливанский город Триполи для подготовки к ведению войны в горах. Подготовка завершилась 28 июля 1944 года.

## В Италии
С 28 июля боеприпасы и техника бригады были отправлены в Бейрут для погрузки на корабли, а личный состав бригады был доставлен по железной дороге в палестинский порт Хайфа, где был погружен на голландский океанский лайнер «Руис». 11 августа 1944 года бригада была доставлена в итальянский порт Таранто и была придана новозеландской 2-й дивизии. 3 сентября бригада была передана 5-й канадской дивизии, а затем 1-й канадской дивизии. Бригада отличилась при взятии города Римини и получила за свои действия в ходе этого сражения почётное имя «Бригада Римини».
Командующий союзными силами на Средиземном море фельдмаршал Харольд Александер в своём докладе под заголовком «Союзные армии в Италии с 3 сентября 1943 года по 12 декабря 1944 года» отметил деятельность 3-й бригады следующим образом: 

20 сентября, после боя без надежды на успех был очищен Сан-Фортунато, и греки под командованием 1-й Канадской дивизии вошли в Римини. Я был счастлив, поскольку этот успех осветил ещё раз судьбу этой героической страны, которая лишь одна была нашим сражающимся союзником в ужасное для нас время и потому, что новая победа в Италии была добавлена к славе завоёванной греками в горах Албании.

## Декабрь 1944 года
К октябрю 1944 года почти вся материковая Греция была освобождена частями Народно-освободительной армией Греции (ЭЛАС). Согласно соглашениям, подписанным 26 сентября в итальянском городе Казерта, части ЭЛАС не вошли в столицу страны, город Афины. Этим самым руководимый коммунистами ЭЛАС подтвердил, что не намерен воспользоваться политическим вакуумом для взятия власти. Немцы оставили Афины 12 октября 1944 года, и BBC объявило, что город был освобождён силами ЭЛАС, но тут же последовал протест премьер-министра эмиграционного правительства Георгиоса Папандреу. «Без зазрения совести» была передана телеграмма британского командующего Вильсона У. Черчиллю о том, что Афины были освобождены британскими войсками и «Священным отрядом». Напряжение в отношениях между поддерживаемым англичанами правительством Георгиоса Папандреу и прокоммунистическим Национально-освободительным фронтом Греции (ЭАМ), который контролировал почти всю страну, нарастало. Критическим вопросом стало разоружение партизанских сил и формирование новой национальной армии из состава соединений эмиграционного правительства и партизанских армий ЭЛАС и ЭДЕС.
Тем не менее, правительство Папандреу не желало расформировывать «Священный отряд» и 3-ю горную бригаду «Римини». Папандреу и англичане желали сохранить эти соединения как ядро новой армии, а также настаивали на расформировании ЭЛАС. Расстрел демонстрации сторонников ЭАМ 3 и 4 декабря 1944 привёл к открытому военному столкновению между британскими войсками и их союзниками и партизанскими соединениями ЭЛАС в Афинах в декабре 1944 года. 3-я горная бригада приняла тогда участие в боях против ЭЛАС, отличившись в отражении атаки на гарнизон в Гуди. В греческой историографии эти события, в зависимости от политической ориентации авторов, именуются как британской интервенцией, так и гражданской войной.
Бои вызвали вербальное несогласие президента США Франклина Рузвельта: в британском парламенте заявили, что в то время как развивалось немецкое наступление в Арденнах и запрашивалось ответное советское наступление, Черчилль предательски перебрасывал британские части из Италии для войны «против греческого народа, на стороне немногочисленных квислингов и монархистов... в попытке посадить в Греции своего премьер-министра, подобно тому как Гитлер насаждал гауляйтеров в оккупированных странах». Бои продолжались 33 дня, в это время Черчилль прибыл в Афины 25 декабря и созвал встречу «воюющих сторон» в присутствии хранившего молчание главы советской военной миссии полковника Попова. На этом этапе военное противостояние окончилось после подписания Варкизского соглашения 12 февраля 1945 года

## Гражданская война 1946—1949 года
Возвращение монархии и террор против коммунистов и бывших участников Греческого Сопротивления привели к трёхлетней Гражданской войне в Греции, к которой руководство греческих коммунистов в действительности не было готово. 3-я горная бригада была задействована в операциях в Фессалии, принимая участие в насилии против населения с левыми убеждениями. После успешного наступления партизан Демократической армии Греции в сентябре 1948 года координацию действий королевской армии взял на себя американский генерал Джеймс Ван Флит. 3-я бригада была переброшена в регион Западная Македония, где и оставалась до победного для монархистов окончания войны в 1949 году.